# División de Apelación del Palacio de Justicia del Estado de Nueva York
El Palacio de Justicia de la División de Apelaciones del Estado de Nueva York, Primer Departamento (también conocido como División de Apelaciones de la Corte Suprema del Estado de Nueva York) es un palacio de justicia histórico ubicado en 35 East 25th Street  en la esquina de Madison Avenue, al otro lado de Madison Square Park, en Manhattan, Nueva York. El edificio es de tres plantas, con sótano; la entrada central da a la calle 25.

## Arquitectura

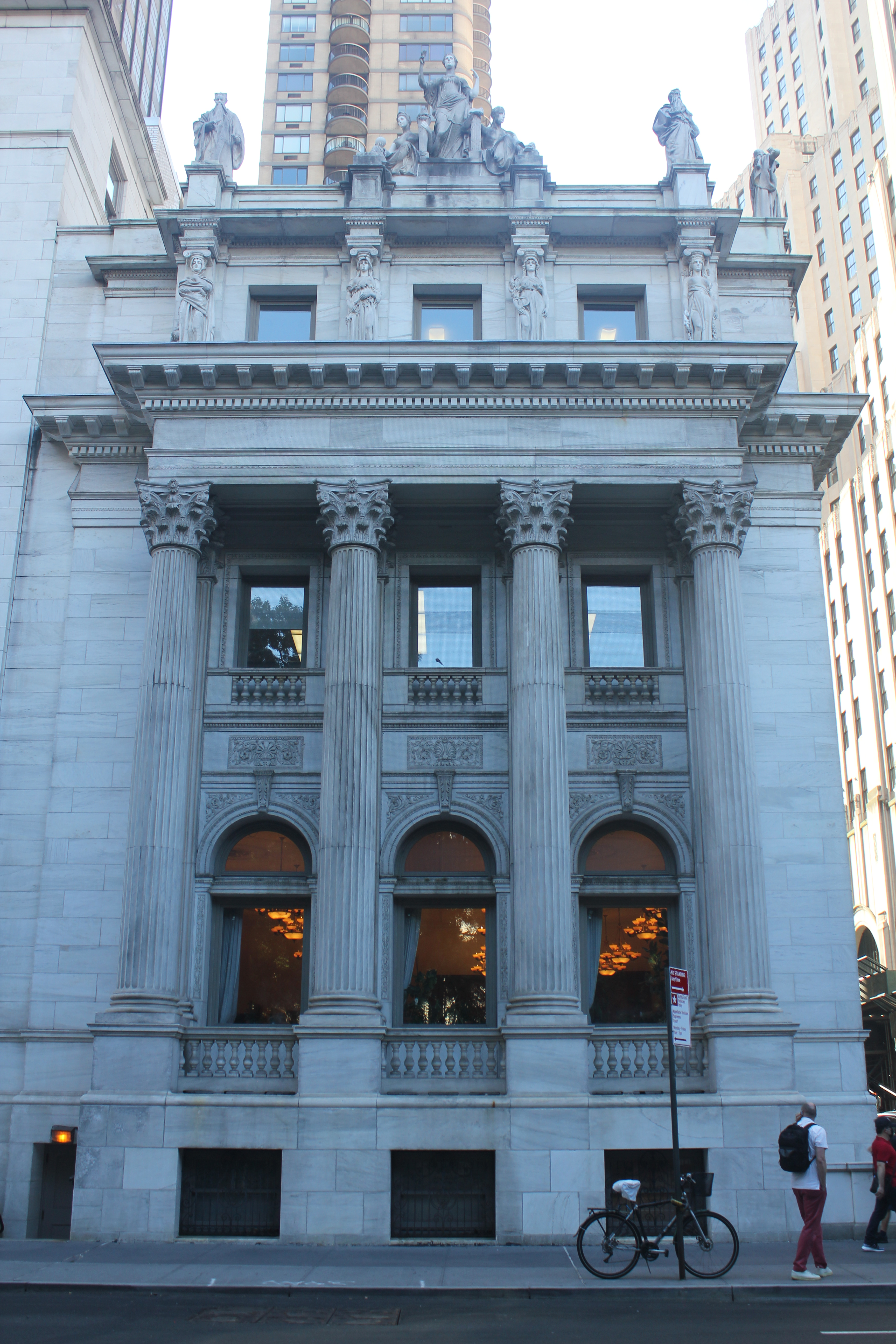
Imagen de la fachada.

### Exterior
El palacio de justicia Beaux-Arts de mármol, al estilo de una casa de campo inglesa del siglo XVIII,  fue diseñado por James Brown Lord y construido entre 1896 y 1899. Se considera un ejemplo "sobresaliente" del movimiento City Beautiful. Alrededor del 25 por ciento del costo se gastó en escultura, una suma enorme en ese momento. En el momento de su construcción, American Architect and Building News predijo que "el resto del país envidiará a Nueva York por la posesión de este edificio". En 1900, Charles DeKay escribió en The Independent que el palacio de justicia "brilla como un ataúd de marfil entre cajas de arce común".
Dieciséis escultores trabajaron en el palacio de justicia, todos miembros de la entonces recién formada Sociedad Nacional de Escultura. En 1928, The New Yorker llamó al edificio "el pequeño y bastante agradable Tribunal de Apelaciones con su ridículo adorno de estatuas mortuorias".

### Escultura
El exterior presenta esculturas en mármol blanco sobre temas relacionados con el derecho. Karl Bitter 's Peace es el grupo central de la balaustrada de Madison Square. Daniel Chester French 's Justice es la agrupación central en 25th Street. Justicia está flanqueada por Poder y Estudio, también por franceses.
El triunfo de la ley de Charles Henry Niehaus, descrito como un "grupo de frontón gigante" en "una pantalla de seis columnas corintias, que se elevan de varios grupos de esculturas alegóricas ", se encuentra frente a la calle 25. Thomas Shields Clarke esculpió un grupo de cuatro cariátides femeninas en el frente de Madison Avenue, en el nivel del tercer piso, que representan las estaciones; El verano sostiene una hoz y una gavilla de trigo.
En el techo, hay esculturas de una sola figura de pie, que representan legisladores históricos, religiosos y legendarios. Estas estatuas son de la misma altura y proporción, están vestidas y aparecen con varios atributos asociados con la ley, como libro, rollo, tablilla, espada, carta o cetro. La primera estatua del lado de Madison Avenue es Confucio de Philip Martiny, con el grupo de la Paz de Karl Bitter en el medio y Moisés de William Couper en el otro extremo. Mirando hacia el sur, en el lado de la calle 25, se encuentra el Zoroastro de Edward Clark Potter, que junto con todas las estatuas de la calle 25 se trasladaron a una bahía cuando se retiró el Mahoma de Charles Albert López en 1955, luego de las protestas contra esta imagen del profeta de los musulmanes. naciones El siguiente en este lado es Alfred the Great de Jonathan Scott Hartley, seguido por Lycurgus de George Edwin Bissell y Solon de Herbert Adams. Junto a Solon está el conjunto de esculturas Justice de French (descrito anteriormente), y luego tres estatuas más: San Luis de John Talbott Donoghue, Manu de Henry Augustus Lukeman y Justiniano de Henry Kirke Bush-Brown. A nivel de la calle, "dos pedestales que sostienen dos figuras sentadas monumentales" de Sabiduría y fuerza de Frederick Ruckstull (nacido Ruckstuhl) flanquean las escaleras que conducen a un pórtico.

#### Monumento al Holocausto
La fachada de Madison Avenue contiene un Memorial del Holocausto de Harriet Feigenbaum. Se encargó en 1988 y se dedicó en 1990.

### Interior
Lord comisionó a diez artistas, con la asistencia de la Sociedad Nacional de Pintores Murales, para ejecutar murales alegóricos para el interior del palacio de justicia. En la primavera de 1898, Henry Siddons Mowbray ( Transmisión de la ley ), Robert Reid, Willard Leroy Metcalf y Charles Yardley Turner fueron seleccionados para los murales del vestíbulo de entrada, mientras que Edwin Howland Blashfield, Henry Oliver Walker ( La sabiduría de la ley ), Edward Simmons ( Justicia de la ley ), Kenyon Cox ( El reino de la ley ), Joseph Lauber ( Virtudes judiciales ) y Alfred Collins fueron seleccionados para los murales en la sala del tribunal. Los muebles especialmente diseñados fueron hechos por Herter Brothers.

## Historia
Antes de que se construyera el juzgado, la División de Apelaciones, Primer Departamento, de la Corte Suprema del Estado de Nueva York había ocupado locales alquilados en la Quinta Avenida y la Calle 19. Los planes para el nuevo edificio se presentaron por primera vez en 1896. Los planes de construcción fueron aprobados conjuntamente en junio de 1896 por los comisionados del fondo de amortización de la ciudad y los jueces de la División de Apelaciones. La División de Apelaciones, Primer Departamento tomó posesión formalmente del nuevo juzgado el 2 de enero de 1900. El presupuesto para el edificio fue de $700,000, pero solo se gastaron $633,768.
El exterior del edificio fue designado monumento de la ciudad de Nueva York en 1966. El interior del palacio de justicia fue designado un hito de la ciudad de Nueva York en 1981, y se agregó al Registro Nacional de Lugares Históricos en 1982. El edificio fue restaurado en 2000 por el estudio de arquitectura de Platt Byard Dovell White.

## Galería

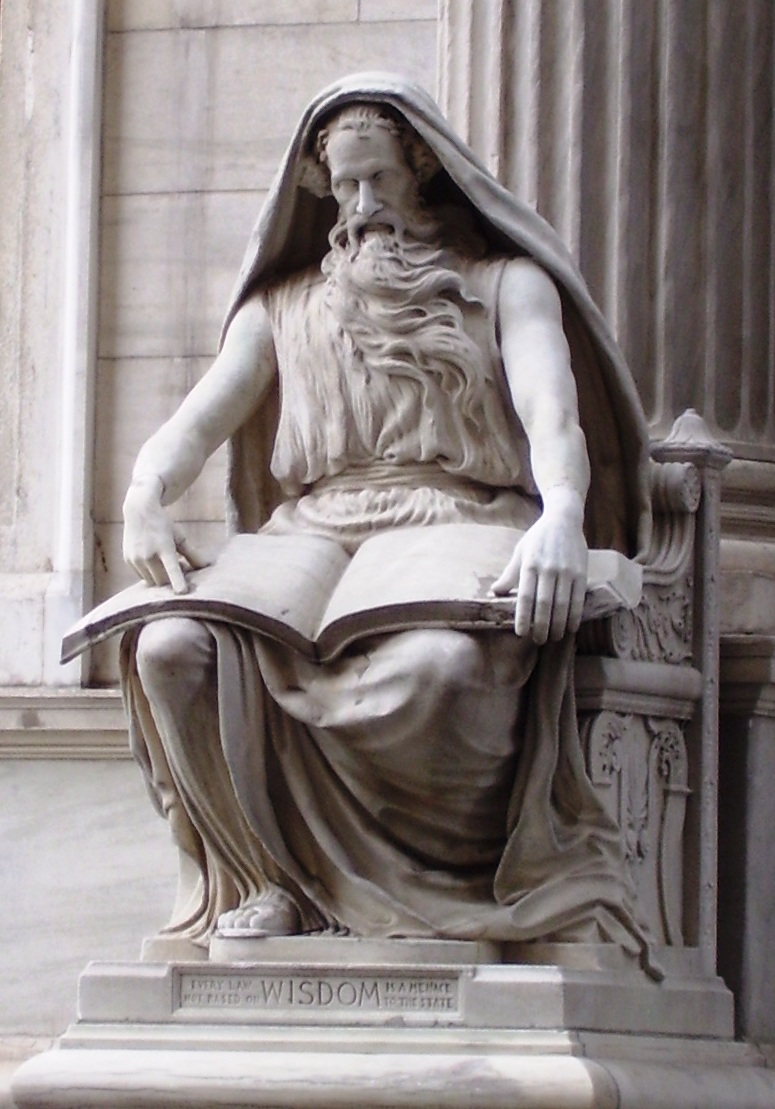
Sabiduría de Frederick Ruckstuhl
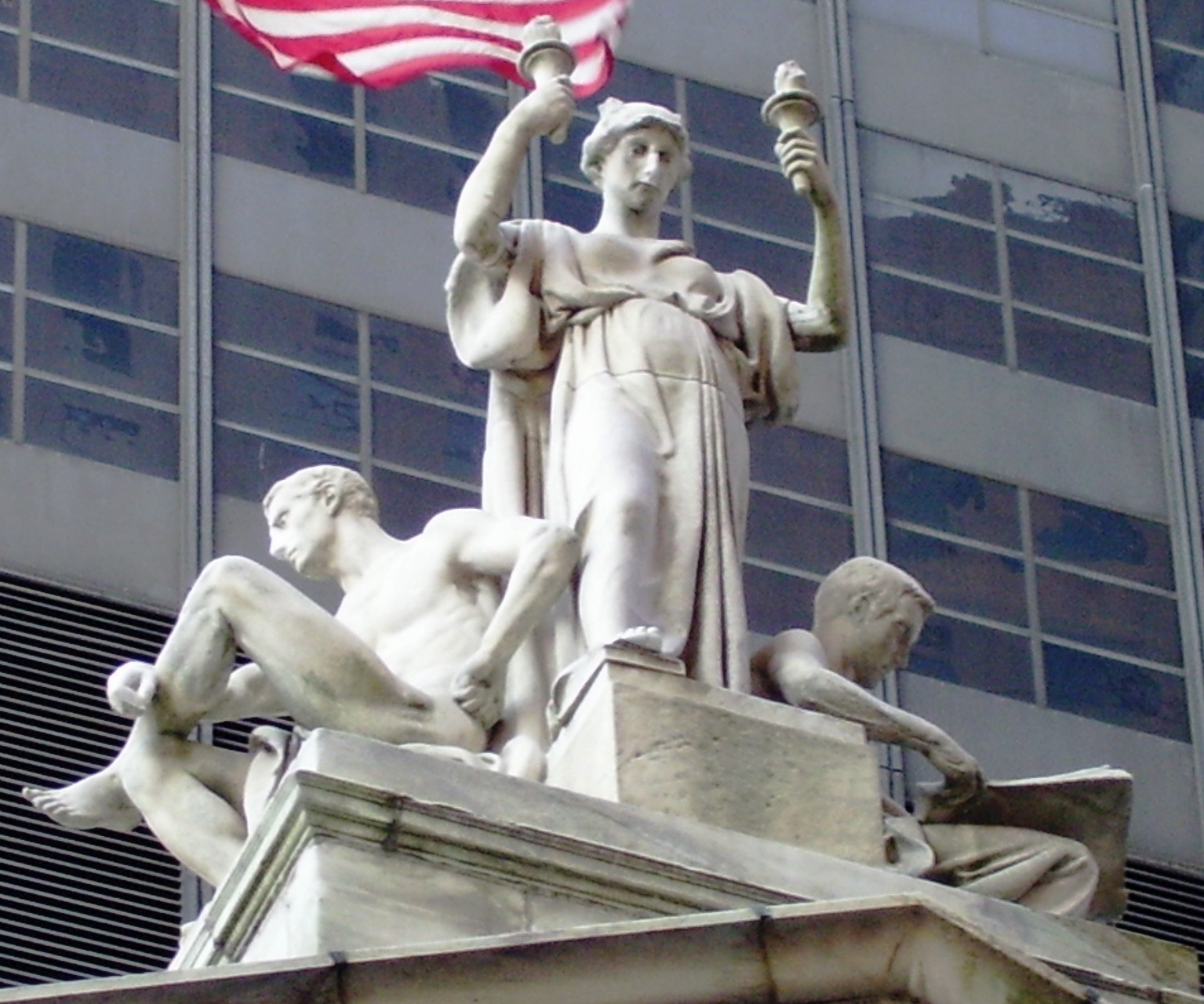
Daniel Chester French Justicia
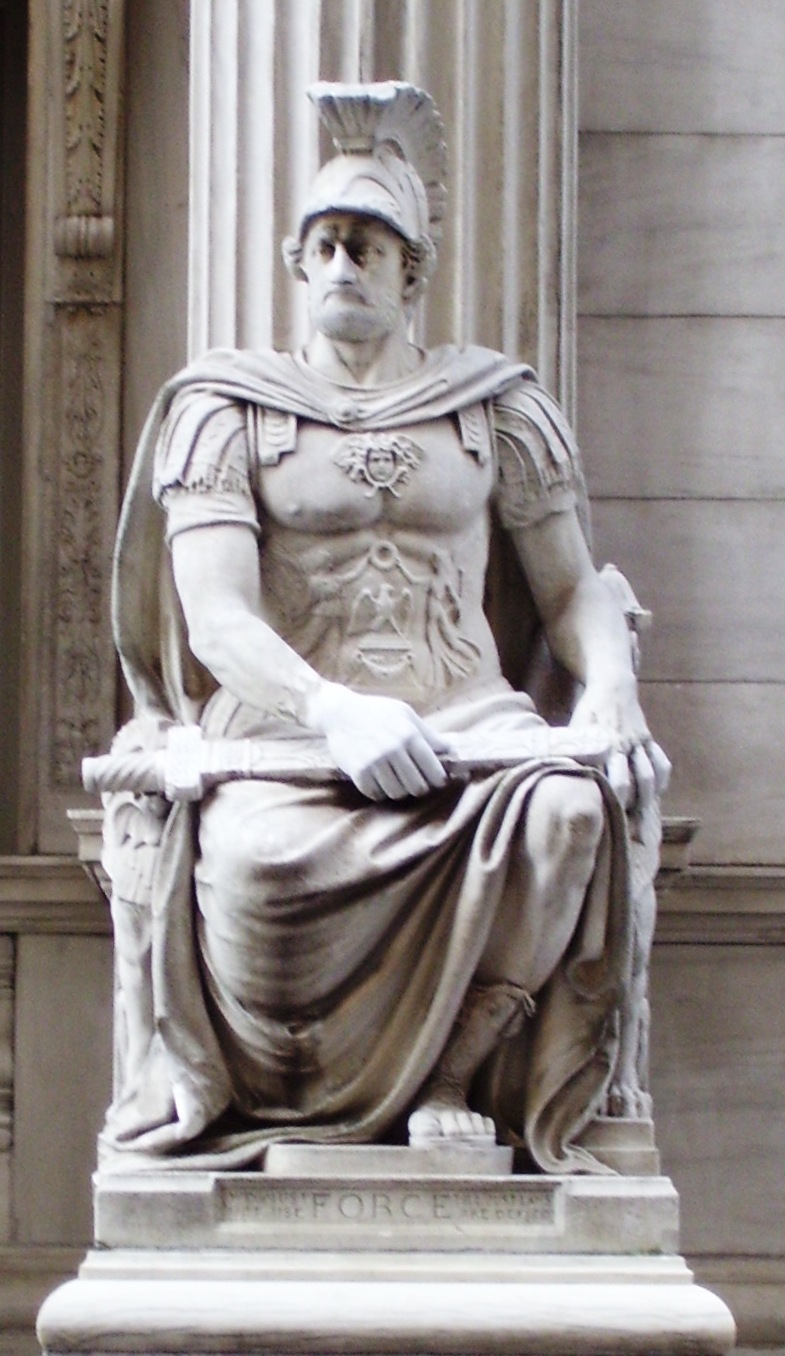
Fuerza de Frederick Ruckstuhl
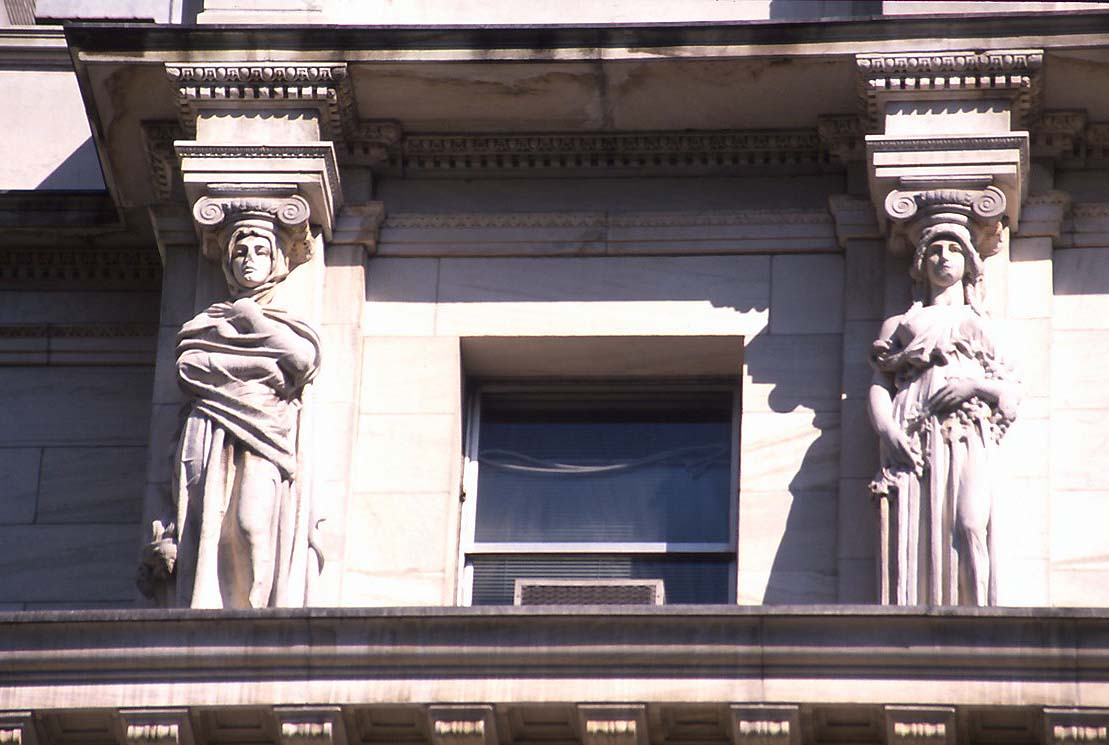
Cariátides de las estaciones de Thomas Shields Clarke